# Idaea suaveolaria
Idaea suaveolaria là một loài bướm đêm trong họ Geometridae.